# Volcán Tolhuaca

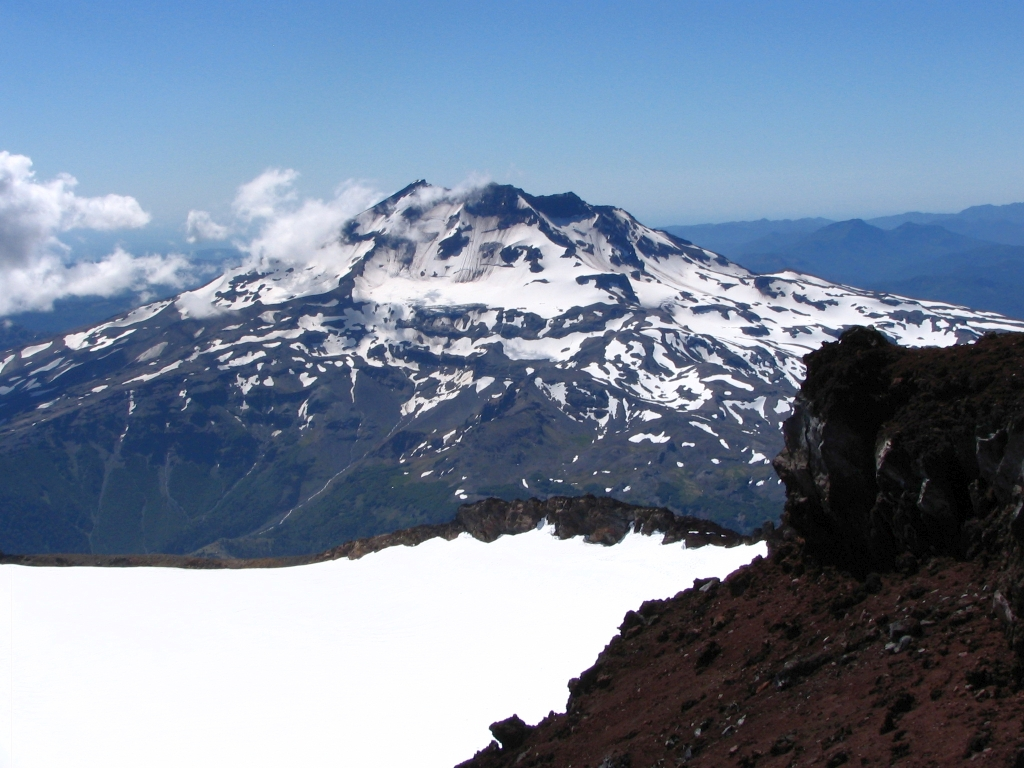
Volcán Tolhuaca visto desde el cráter del Volcán Lonquimay

El volcán Tolhuaca (en mapudungun frente de vaca) es un estratovolcán situado en la parte norte de la IX Región de la Araucanía de Chile. El volcán tomó forma con la erosión glacial que contrasta con las laderas relativamente suaves de su vecino Lonquimay, debido a la edad más joven de este último volcán.
El volcán domina el paisaje del parque nacional Tolhuaca, pero no está situado dentro de sus límites. Sus laderas están cubiertas por bosques de araucarias y otras especies de árboles. Pequeños lagos o lagunas completan el magnífico paisaje.